# Luzifer-Rätsel
Das Luzifer-Rätsel (auch unter anderen Namen bekannt) ist ein mathematisches Rätsel aus dem Bereich der Zahlentheorie, das von dem Mathematiker Hans Freudenthal veröffentlicht wurde.
Das Rätsel demonstriert eindrucksvoll, wie bereits einfach formulierte und allgemein erscheinende Voraussetzungen der Ausgangspunkt zu komplexen mathematischen Überlegungen sein können und auch eine präzise und eindeutige Lösung liefern. Es ist deshalb recht weit verbreitet als Übungsaufgabe in der mathematischen Ausbildung oder als intelligentes Preisrätsel.

## Das Rätsel
Es kursieren verschiedene Fassungen des Rätsels, die inhaltlich identisch sind und sich lediglich im textlichen Rahmen unterscheiden. Eine populäre Fassung, die zur Bezeichnung „Luzifer-Rätsel“ führte, lautet in etwa folgendermaßen:
Die berühmten Mathematiker Carl Friedrich Gauß und Leonhard Euler landen nach ihrem Tod in der Hölle. Luzifer verspricht ihnen die Freiheit, wenn sie die beiden ganzen Zahlen zwischen 1 und 100 (d.h. im Bereich {2,3,…,99}) erraten, die er sich ausgedacht hat. Er nennt Gauß das Produkt und Euler die Summe der beiden Zahlen; darauf entwickelt sich zwischen den Mathematikern folgender Dialog:
Gauß: „Ich kenne die beiden Zahlen nicht.“
Euler: „Das war mir klar.“
Gauß: „Jetzt kenne ich die beiden Zahlen.“
Euler: „Dann kenne ich sie jetzt auch.“
Unabhängig von der Frage, ob Gauß und Euler aus der Hölle entkommen, lautet die Aufgabe, allein aus diesen Angaben die beiden Ausgangszahlen zu ermitteln.
Als Freudenthal dieses Problem 1969 publizierte, war es schlichter und ohne Nennung von Personen formuliert. Statt der Obergrenze der beiden gesuchten Zahlen, die nicht gleich sein sollten, wurde die Obergrenze der Summe vorgegeben. An der Lösung ändert sich dadurch nichts.

## Die Lösung
Die beiden gesuchten Zahlen seien {\displaystyle a} und {\displaystyle b}, für beide gilt {\displaystyle 1<a,b<100}, Gauß kennt das Produkt {\displaystyle m=a\cdot b} beider Zahlen, Euler die Summe {\displaystyle s=a+b}.
- Gauß: „Ich kenne die beiden Zahlen nicht.“

Gauß bestimmt zunächst die Primfaktorzerlegung von {\displaystyle m}. Die Zahlen {\displaystyle a} und {\displaystyle b} kann er sofort bestimmen, wenn einer der folgenden Fälle eintritt:
1. {\displaystyle m} lässt sich in genau zwei Primfaktoren zerlegen: Der eine Faktor ist {\displaystyle a}, der andere {\displaystyle b} (Vertauschung liefert keine prinzipiell andere Lösung, die Zahl 1 wurde in den Voraussetzungen ausgeschlossen).
2. Einer der Primfaktoren von {\displaystyle m} ist größer als {\displaystyle 50}: Dieser Faktor muss bereits die eine der beiden gesuchten Zahlen sein; jede Multiplikation mit einem weiteren Faktor würde über {\displaystyle 100} hinausgehen.
3. {\displaystyle m} besteht aus der dritten Potenz einer Primzahl: Der Faktor {\displaystyle a} wäre dann genau diese Primzahl und {\displaystyle b} wäre {\displaystyle a^{2}}.

Da Gauß die Zahlen zu diesem Zeitpunkt noch nicht kennt, kann keiner der drei Fälle vorliegen; die Primfaktorzerlegung von {\displaystyle m} liefert also mindestens drei Faktoren, die alle kleiner als 50 und nicht alle gleich sind.
- Euler: „Das war mir klar.“

Euler sieht aus der Summe {\displaystyle s}, dass die oben genannten Fälle mit Sicherheit nicht vorliegen. Das schließt folgende Werte für {\displaystyle s} aus:
1. {\displaystyle s=198}: Einzige Zerlegung ist {\displaystyle 99+99}, Gauß könnte die Lösung aus dem Produkt {\displaystyle 9801} eindeutig herleiten.
2. {\displaystyle s=197}: Einzige Zerlegung ist {\displaystyle 98+99}, auch diesen Fall kann Gauß aus dem Produkt {\displaystyle 9702} eindeutig feststellen.
3. {\displaystyle 54<s<197}: In diesem Bereich könnte einer der beiden Summanden eine Primzahl von {\displaystyle 53} bis {\displaystyle 97} sein. Bei {\displaystyle s=55} besteht beispielsweise aus Eulers Sicht die Möglichkeit, dass {\displaystyle m=2\cdot 53=106} ist, woraus Gauß mit Sicherheit auf {\displaystyle a=2} und {\displaystyle b=53} (oder umgekehrt) gekommen wäre.
4. {\displaystyle s<55} und gerade: Nach der Goldbachschen Vermutung könnten in diesem Fall die beiden Summanden Primzahlen (und dann notwendigerweise kleiner als {\displaystyle 50}) sein. Zwar ist die Goldbachsche Vermutung nicht für alle geraden Zahlen bewiesen, der Bereich {\displaystyle s<55} ist aber längst überprüft.
5. {\displaystyle s=p+2}, wobei {\displaystyle p} Primzahl ist (und {\displaystyle p<50}): Diese Zahlen erlauben die Zerlegung in die Primzahlen {\displaystyle 2} und {\displaystyle p}.
6. {\displaystyle s=51}: In diesem Fall ist eine Zerlegung {\displaystyle 17+34} möglich, die Gauß aus dem Produkt {\displaystyle 578=17\cdot 17\cdot 2} eindeutig ableiten kann ({\displaystyle 17\cdot 17=289>100} kommt als Lösungszahl nicht in Frage).

Als einzige mögliche Werte für {\displaystyle s} bleiben Werte der folgenden Menge {\displaystyle S:=\left\{11,17,23,27,29,35,37,41,47,53\right\}}. Höchstens bei diesen kann Euler sicher sein, dass Gauß die Lösung nicht sofort aus dem Produkt ablesen kann. (Keine davon gehört zu dem dritten o. g. Fall: {\displaystyle m=a^{3},s=a^{2}+a}.)
Da alle Werte in {\displaystyle S} ungerade sind, steht jetzt schon fest, dass eine der Zahlen {\displaystyle a} und {\displaystyle b} gerade ist, die andere ungerade. Ferner sind {\displaystyle a} und {\displaystyle b} in jedem Fall kleiner als {\displaystyle 53}.
- Gauß: „Jetzt kenne ich die beiden Zahlen.“

Gauß kann sein Produkt auf mehrere Arten zerlegen, von denen aber nur eine auch eine Summe in {\displaystyle S} ergibt. Unter allen möglichen Fällen sind folgende Spezialfälle hervorzuheben:
1. {\displaystyle m} enthält einen ungeraden Primfaktor und mehrfach den Faktor {\displaystyle 2}: Der ungerade Faktor ist die eine Lösungszahl, die andere ist eine Zweierpotenz. Das ist in diesem Fall die einzige Aufteilung, die eine gerade und eine ungerade Zahl ergibt.
2. {\displaystyle m} enthält (als einen von mindestens drei) einen Primfaktor ab {\displaystyle 29}: Dieser Primfaktor ist dann zwingend eine der Lösungszahlen. Die Multiplikation dieses mit einem beliebigen anderen Faktor würde einen Wert über {\displaystyle 53} liefern.

- Euler: „Dann kenne ich sie jetzt auch.“

Euler sieht, dass sich seine Summe nur auf eine einzige Weise zerlegen lässt, die einen der oben genannten Fälle liefert. Folgende Werte für {\displaystyle s} scheiden aus, da Euler in diesen Fällen keine eindeutige Lösung bestimmen könnte:
1. Alle Werte ab {\displaystyle 35}: Diese lassen sich sowohl als {\displaystyle 29+b} wie auch als {\displaystyle 31+b} zerlegen, also zweimal nach dem Typ Spezialfall 2
2. {\displaystyle 11}: Zerlegung {\displaystyle 7+4} und {\displaystyle 3+8} (beides entspricht Spezialfall 1)
3. {\displaystyle 23}: Zerlegung {\displaystyle 19+4} und {\displaystyle 7+16} (ebenfalls zweimal Spezialfall 1)
4. {\displaystyle 27}: Zerlegung {\displaystyle 23+4} und {\displaystyle 19+8} (wieder in beiden Fällen Spezialfall 1)
5. {\displaystyle 29}: Zerlegung {\displaystyle 13+16} und {\displaystyle 17+12} (die erste ist Spezialfall 1, die zweite ist für Gauß eindeutig aus dem Produkt {\displaystyle 17\cdot 3\cdot 2\cdot 2} ablesbar, weil die einzig mögliche andere Aufteilung {\displaystyle 51\cdot 4} die Summe {\displaystyle 55} liefert)

Damit bleibt der Wert {\displaystyle 17}. Gibt es tatsächlich eine (und nur eine) Zerlegung von {\displaystyle 17}, die Gauß eindeutig als Lösung identifizieren kann? Dazu müssen alle möglichen Zerlegungen geprüft werden:
- {\displaystyle 17=3+14:m=3\cdot 14=2\cdot 21} ist für Gauß nicht eindeutig lösbar, da {\displaystyle 2+21=23} ebenfalls in {\displaystyle S}
- {\displaystyle 17=5+12:m=5\cdot 12=20\cdot 3} ebenfalls nicht eindeutig ({\displaystyle 20+3=23} in {\displaystyle S})
- {\displaystyle 17=7+10:m=7\cdot 10=2\cdot 35} ebenso, wegen {\displaystyle 37} in {\displaystyle S}
- {\displaystyle 17=9+8:m=9\cdot 8=24\cdot 3} ebenso, wegen {\displaystyle 27} in {\displaystyle S}
- {\displaystyle 17=11+6:m=11\cdot 6=2\cdot 33} ebenso, wegen {\displaystyle 35} in {\displaystyle S}
- {\displaystyle 17=15+2:m=15\cdot 2=6\cdot 5} ebenso, wegen {\displaystyle 11} in {\displaystyle S}

Es verbleibt damit {\displaystyle a=13} und {\displaystyle b=4}, eine Lösung, die dem obigen Spezialfall 1 entspricht. Dies ist tatsächlich die einzige Lösung, die alle Bedingungen erfüllt.

## Probe
Mit Kenntnis der Lösungszahlen {\displaystyle 4} und {\displaystyle 13} kann die Situation der Mathematiker leichter nachvollzogen werden. Gauß wurde das Produkt {\displaystyle 52} mitgeteilt, Euler die Summe {\displaystyle 17}.
Zunächst zerlegt Gauß die Zahl {\displaystyle 52} in ihre möglichen Faktorenpaare:
{\displaystyle 52=4\cdot 13} und {\displaystyle 52=2\cdot 26}
Welches der beiden Faktorenpaare zum Ergebnis führte, ist ihm noch nicht bekannt. Euler hat entweder die Summe {\displaystyle {\mathbf {17}}} {\displaystyle (4+13)} oder {\displaystyle {\mathbf {28}}} {\displaystyle (2+26)} erhalten.
Tabelle 1: Falls Euler die Summe 17 erhalten hat, kann diese aus den folgenden Summanden bestehen:
| nach Vorgabe zerlegbar in | Produkt | mögliche Faktorenpaare                     |
| ------------------------- | ------- | ------------------------------------------ |
| 2 + 15                    | 30      | 2 · 15 / 3 · 10 / 5 · 6                    |
| 3 + 14                    | 42      | 2 · 21 / 3 · 14 / 6 · 7                    |
| 4 + 13                    | 52      | 2 · 26 / 4 · 13                            |
| 5 + 12                    | 60      | 2 · 30 / 3 · 20 / 4 · 15 / 5 · 12 / 6 · 10 |
| 6 + 11                    | 66      | 2 · 33 / 3 · 22 / 6 · 11                   |
| 7 + 10                    | 70      | 2 · 35 / 5 · 14 / 7 · 10                   |
| 8 + 9                     | 72      | 2 · 36 / 3 · 24 / 4 · 18 / 6 · 12 / 8 · 9  |

Tabelle 2: Falls Euler die Summe 28 erhalten hat, kommen folgende Summanden infrage:
| nach Vorgabe zerlegbar in | Produkt | mögliche Faktorenpaare                                                  |
| ------------------------- | ------- | ----------------------------------------------------------------------- |
| 2 + 26                    | 52      | 2 · 26 / 4 · 13                                                         |
| 3 + 25                    | 75      | 3 · 25 / 5 · 15                                                         |
| 4 + 24                    | 96      | 2 · 48 / 3 · 32 / 4 · 24 / 6 · 16 / 8 · 12                              |
| 5 + 23                    | 115     | 5 · 23                                                                  |
| 6 + 22                    | 132     | 2 · 66 / 3 · 44 / 4 · 33 / 6 · 22 / 11 · 12                             |
| 7 + 21                    | 147     | 3 · 49 / 7 · 21                                                         |
| 8 + 20                    | 160     | 2 · 80 / 4 · 40 / 5 · 32 / 8 · 20 / 10 · 16                             |
| 9 + 19                    | 171     | 3 · 57 / 9 · 19                                                         |
| 10 + 18                   | 180     | 2 · 90 / 3 · 60 / 4 · 45 / 5 · 36 / 6 · 30 / 9 · 20 / 10 · 18 / 12 · 15 |
| 11 + 17                   | 187     | 11 · 17                                                                 |
| 12 + 16                   | 192     | 2 · 96 / 3 · 64 / 4 · 48 / 6 · 32 / 8 · 24 / 12 · 16                    |
| 13 + 15                   | 195     | 3 · 65 / 5 · 39 / 13 · 15                                               |
| 14 + 14                   | 196     | 2 · 98 / 4 · 49 / 7 · 28 / 14 · 14                                      |

Gauß: „Ich kenne die beiden Zahlen nicht.“
Euler hat die Summe 17 erhalten. Er wusste bereits, dass Gauß diese nicht eindeutig faktorisieren kann: Keines der Faktorenpaare in Tabelle 1 ist eindeutig.
Euler: „Das war mir klar.“
Gauß schließt daraus, dass Euler nicht die Summe 28 erhalten hat. Euler hätte ansonsten die Möglichkeit in Betracht ziehen müssen, dass Gauß mit dem Produkt 115 oder 187 bereits über eine eindeutige Lösung verfügt.
Gauß: „Jetzt kenne ich die beiden Zahlen.“
Euler kann nun die in Tabelle 1 dargestellten Möglichkeiten prüfen und die gleiche Schlussfolgerung treffen.
Euler: „Dann kenne ich sie jetzt auch.“

## Verweise
1. ↑  Hans Freudenthal, Nieuw Archief Voor Wiskunde, Series 3, Volume 17, 1969, page 152
2. ↑  The Impossible Puzzle (Memento vom 20. Dezember 2014 im Internet Archive) mit Varianten des Rätsels und einem Link zu Lösungen.